# 松風焼き
松風焼き（まつかぜやき）は、表面にだけケシの実をまぶして焼き上げた焼き物。縁起物として御節料理などに用いられる。

## 概要
ケシの実が表面にだけまぶされており、裏面には何もない状態に仕上げる料理であり、「裏が無い。隠し事のない正直な生き方ができるように」という意味合いが持たされている。ケシの実が入手困難な場合には、白煎りゴマで代用されることもある。
鶏のひき肉が使われるのが一般的ではあるが、魚のすり身なども使用される。また、鶏肉を用いたものを鶏松風、鳥松風とも呼ぶ。
名称は、裏には何もないことから「裏（うら）、寂しい」≒「浦（うら）、寂しい」の意味で能楽作品『松風』とのしゃれになっている。